# 金京玉
金 京玉（キム ギョンオク、1983年3月25日 - ）は韓国の浦項市出身の柔道選手。階級は女子52kg級。身長161cm。

## 人物
2000年のアジア選手権52kg級で3位になると、2001年のアジアジュニアでも3位だった。2002年には地元の済州で開催された世界ジュニアで3位になった。2003年のアジア選手権では優勝したが、2004年のアテネオリンピックには李銀姫との代表争いに敗れて出場できなかった。2007年の世界選手権で5位になると、嘉納杯では3位となった。2008年の北京オリンピックでは3回戦でアルジェリアのソラヤ・ハダドに合技で敗れると、その後の3位決定戦でも中村美里に合技で敗れて5位にとどまった。2009年のグランドスラム・パリで3位に入った。2010年のアジア大会では5位だった。2012年のロンドンオリンピックでは準々決勝でイタリアのロサルバ・フォルチニティに判定で敗れると、敗者復活戦でもフランスのプリシラ・ネトに有効で敗れて7位にとどまった。

## 主な戦績
- 2000年 - アジア選手権　3位
- 2001年 - アジアジュニア　3位
- 2002年 - 世界ジュニア　3位
- 2002年 - 青島国際　2位
- 2003年 - アジア選手権　優勝
- 2005年 - ドイツ国際　3位
- 2005年 - アジア選手権　2位
- 2005年 - 韓国国際　優勝
- 2006年 - ドイツ国際　2位
- 2007年 - ドイツ国際　3位
- 2007年 - アジア選手権　3位
- 2007年 - 世界選手権　5位
- 2007年 - 嘉納杯 3位
- 2008年 - 北京オリンピック　5位
- 2008年 - 嘉納杯　5位
- 2009年 - グランドスラム・パリ　3位
- 2009年 - 韓国国際　3位
- 2009年 - グランドスラム・東京 5位
- 2010年 - ワールドマスターズ 5位
- 2010年 - グランドスラム・リオデジャネイロ 5位
- 2010年 - 東アジア選手権　2位
- 2010年 - ワールドカップ・タシュケント　優勝
- 2010年 - アジア大会　5位
- 2011年 - アジア選手権　3位
- 2012年 - ロンドンオリンピック　7位
- 2012年 - ワールドカップ・アピア　優勝

(出典)。